# Liste der Monuments historiques in Gilley (Haute-Marne)
Die Liste der Monuments historiques in Gilley führt die Monuments historiques in der französischen Gemeinde Gilley auf.

## Liste der Immobilien
| Bezeichnung | Beschreibung            | Standort                  | Kennzeichnung | Schutzstatus | Datum | Bild |
| ----------- | ----------------------- | ------------------------- | ------------- | ------------ | ----- | ---- |
| Mairie      | Portal, 17. Jahrhundert | Place de la Mairie (Lage) | PA00079064    | Inscrit      | 1929  |      |